# Hoima
Hoima est une ville de l'ouest de l'Ouganda. Elle se trouve dans la région Ouest et constitue le principal centre administratif et commercial du district de Hoima. Hoima est aussi la capitale du royaume traditionnel du Bunyoro et abrite le palais des omukama (rois) de ce royaume.

## Histoire
La ville de Hoima acquiert le statut de municipalité en 2009, afin de doter la région du Bunyoro d'une municipalité, mais aussi de faire face à l'expansion rendue prévisible par la découverte de gisements de pétrole dans les parages. Le maire de Hoima est longtemps Francis Atungonza, du Forum pour le changement démocratique (le parti d'opposition). En mars 2011, Atungonza est battu aux élections municipales par Grace Mary Mugasa, du Mouvement de résistance nationale (le parti du président Yoweri Museveni), qui est la première femme à être élue maire dans le pays,.

## Géographie

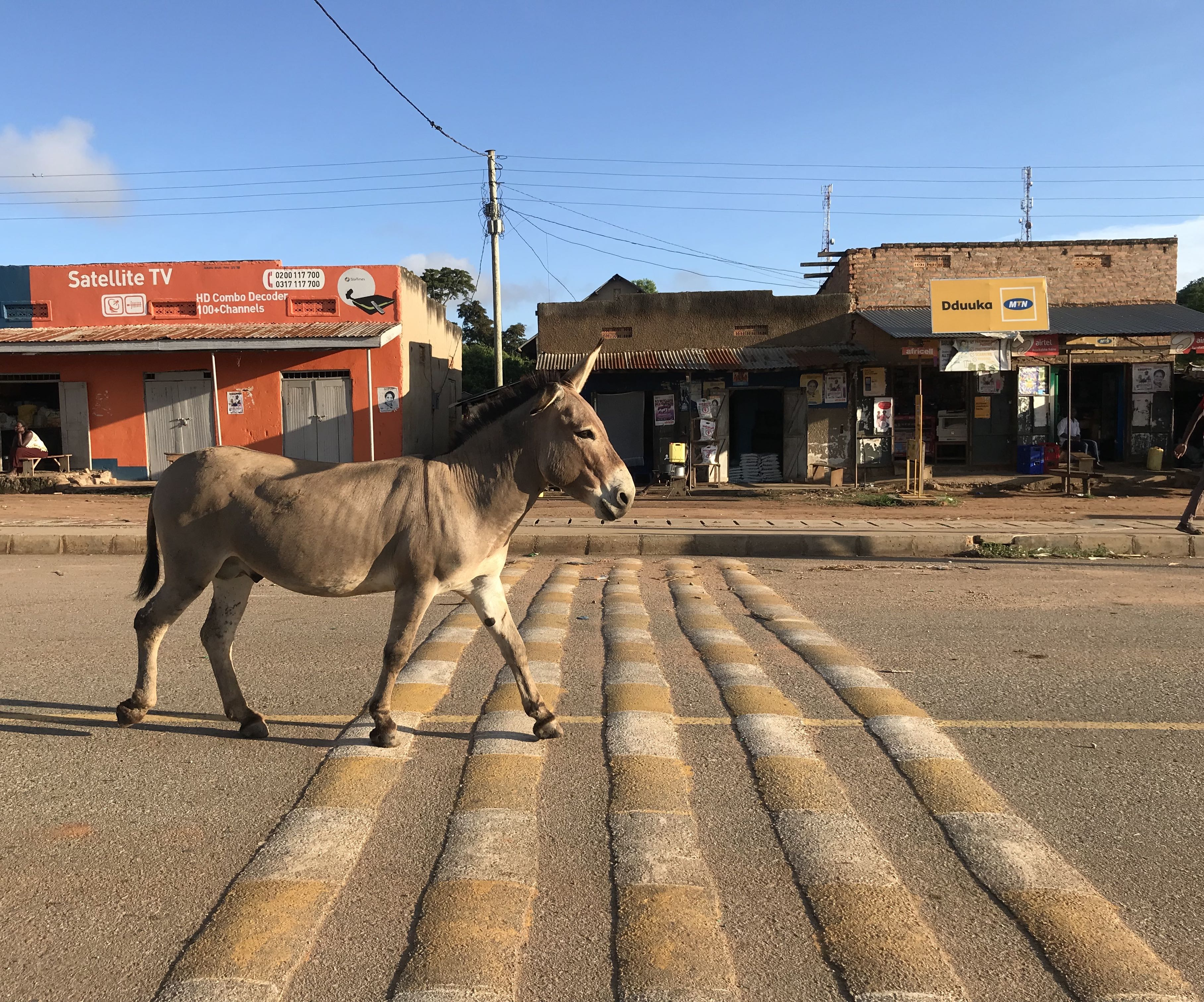
Dans une rue de Hoima.

Hoima se trouve à environ 250 km au nord-ouest de Kampala, la capitale de l'Ouganda. La ville se trouve à 01°25′55″N de latitude et 31°21′09″E de longitude.

## Personnalités
- Goretti Kyomuhendo, née en 1965 à Hoima, romancière ougandaise et éditrice.